# Mysteriet Loch Ness
Mysteriet Loch Ness (engelska: Monster: The Mystery of Loch Ness) är en brittisk dokumentärserie från 2022 som hade svensk premiär på SVT den 26 mars 2023. Första säsongen består av 3 avsnitt. Serien är producerad av Alan Clements och Mick McAvoy.

## Handling
Serien kretsar kring Loch Ness-odjuret Nessie, och den kommer att fokusera på att lyfta upp kampen mellan vetenskap och fiktion när det gäller Sottlands mest kända mytologiska best.

## Medverkande i urval
Dougray Scott - Berättare